# 아산 최씨
아산 최씨(牙山崔氏)는 충청남도 아산시를 본관으로 하는 한국의 성씨이다. 시조 최예립(崔禮立)은 해주 최씨의 시조인 최온(崔溫)의 후손이며, 조선에서 사과(司果)를 지냈다.

## 참고 자료
- “아산최씨(牙山崔氏)”. 뿌리를 찾아서.[깨진 링크(과거 내용 찾기)]